# Tabewa
Tabewa (Tabwewa) ist ein Ort auf Banaba nahe dem Äquator im Staat Kiribati. 2020 wurden 29 Einwohner gezählt.

## Geographie
Der Ort liegt im Westen der Insel Banaba.
Beim Ort gibt es die Buakonikai Church.

## Klima
Das Klima ist tropisch heiß, wird jedoch von ständig wehenden Winden gemäßigt. Ebenso wie die anderen Orte der südlichen Gilbertinseln wird Tabewa gelegentlich von Zyklonen heimgesucht.